# Fully Loaded 1999
Fully Loaded 1999 was een professioneel worstel-pay-per-viewevenement dat georganiseerd werd door World Wrestling Federation (WWF). Dit evenement was de tweede editie van Fully Loaded en vond plaats in het Marine Midland Arena in Buffalo op 25 juli 1999.
De hoofd wedstrijd was een First Blood match voor het WWF Championship tussen de kampioen Steve Austin en The Undertaker. Steve Austin won de match en prolongeerde zo zijn titel.

## Resultaten
| Nr.                                                                          | Match | Winnaar(s)            |
| ---------------------------------------------------------------------------- | --- | --------------------- |
| -                                                                            | Joey Abs vs. Val Venis in een één-op-één match                                                               | Val Venis             |
| -                                                                            | The Godfather vs. Meat in een één-op-één match                                                               | The Godfather         |
| -                                                                            | Viscera vs. Christian in een één-op-één match                                                                | Christian             |
| 1                                                                            | Edge (c) vs. Jeff Jarrett (met Debra) in een één-op-één match voor het WWF Intercontinental Championship     | Jeff Jarrett (nc)     |
| 2                                                                            | The Hardy Boyz (c) & Michael Hayes vs. The Acolytes in een Handicap match voor het WWF Tag Team Championship | The Acolytes (nc)     |
| 3                                                                            | Mideon (c) vs. D'Lo Brown in een één-op-één match voor het WWF European Championship                         | D'Lo Brown (nc)       |
| 4                                                                            | Al Snow (c) vs. The Big Boss Man in een één-op-één match voor het WWF Hardcore Championship                  | The Big Boss Man (nc) |
| 5                                                                            | The Big Show vs. Kane in een één-op-één match met Hardcore Holly als scheidsrechter                          | The Big Show          |
| 6                                                                            | Ken Shamrock vs. Steve Blackman in een Iron Circle match                                                     | Ken Shamrock          |
| 7                                                                            | Road Dogg & X-Pac vs. Mr. Ass & Chyna in een tag team match                                                  | Road Dogg & X-Pac     |
| 8                                                                            | The Rock vs. Triple H in een Strap match voor een WWF Championship-wedstrijd op SummerSlam 1999              | Triple H              |
| 9                                                                            | Steve Austin (c) vs. The Undertaker in een First Blood match voor het WWF Championship                       | Steve Austin (c)      |
| (c) huidige kampioen voor en na de match \| (nc) nieuwe kampioen na de match | |                       |